# Школьная молитва

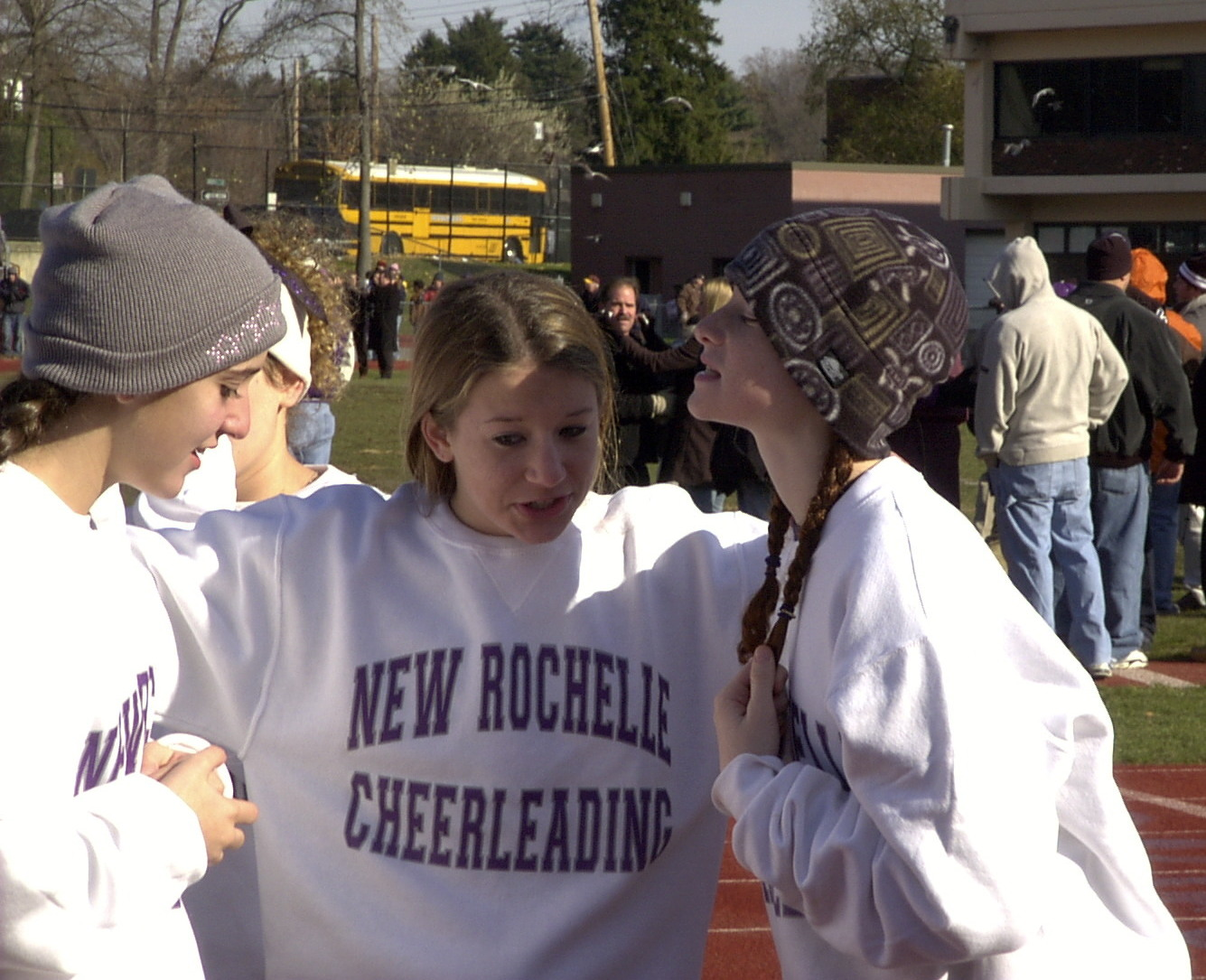
Группа поддержки в Средняя школа Нью-Рошелл Нью-Рошелл молится перед спортивным мероприятием

Школьная молитва — это санкционированная государством в контексте религиозной свободы или обязательная молитва учащихся государственных школ. В зависимости от страны и типа школы c точки зрения государства молитва может быть обязательной, разрешенной или запрещенной. Великобритания предписывает проводить ежедневные молитвы по закону, но не требует его соблюдения.
Страны, которые запрещают или ограничивают школьную молитву, часто имеют причины для этого. В Соединенных Штатах нельзя требовать от учащихся школьной молитвы в соответствии с Преамбулой Первой поправки (Establishment Clause of the First Amendment) к Конституции США. Обычно это строго соблюдается в государственных школах, но Поправка не препятствует молитве в частных школах, не имеющих государственного финансирования.
В Канаде организованная школами молитва запрещена в соответствии с концепцией свободы совести, изложенной в Канадской хартии прав и свобод.
Организация школами молитв запрещена во Франции как следствие ее статуса светского государства.

## Страны, в которых разрешены молитвы, организуемые школами

### Индонезия
Школьные молитвы — давняя традиция в индонезийских школах. В Индонезии нет специального закона, предписывающего школам проводить молитвы. Перед уроком религиозного образования учащиеся молятся в соответствии со своей религией. 10 декабря 2014 года министр образования и культуры Анис Басведан предложил контролировать содержание школьных молитв, проводимых как до, так и после занятий. Он опроверг слухи о том, что хочет запретить школьные молитвы.

### Великобритания
В Англии и Уэльсе Закон о школьных стандартах 1998 года (School Standards and Framework Act 1998) гласит, что все ученики государственных школ должны принимать участие в ежедневном коллективном богослужении, если только их родители не потребуют освобождения их от посещения. Требуемая религия больше не указывается в законодательном документе, предоставленном правительством Великобритании и разработанном Управлением парламентского совета (Office of the Parliamentary Counsel). Кроме того, документ заявляет, что если родитель школьника решит, что ребенок не должен получать дальнейшее религиозное образование, то с этого момента ребенок будут освобожден от посещения молитвы. Несмотря на установленное законом требование к школам проводить ежедневные коллективные богослужения, большинство из них этого не делает. Например, в годовом отчете Офиса по стандартам образования (Ofsted) за 2002—2003 годы говорится, что 80 % средних школ не проводят ежедневное богослужение для всех учеников.
Департамент образования Англии (Department of Education in England) заявлял, что все школы должны проводить молитву, чтобы поддержать верования и традиции страны, традиционно исповедующей христианскую веру. В действительности по состоянию на середину 2010-х годов наблюдался демографический рост числа школ исламского или мусульманского характера. Однако исследование радио BBC показало, что 64 % детей (из 500) не посещали и не участвовали в ежедневных богослужениях или молитвах. Что касается общественного мнения в Соединенном Королевстве по поводу обязательной школьной молитвы, цифры относительно схожи. Фактически, опрос, проведенный BBC в 2011 году, показал, что 60 % родителей (из 1743 опрошенных) считали, что законодательство, требующее группового богослужения, вообще не должно было применяться.
Хотя родители сохраняют за собой право официально запрещать своим детям принимать участие в ежедневных богослужениях, есть критики, которые утверждают, что законодательство следует изменить или полностью отменить, чтобы обеспечить свободу вероисповедания.

## Страны, которые запрещают организованную школьную молитву

### Канада

#### Британская Колумбия
До 1944 года в Британской Колумбии Закон о государственных школах (Public Schools Act) 1872 года разрешал использование молитвы «Отче наш» при начале или завершении занятий. В 1944 году правительство Британской Колумбии внесло поправки в Закон о государственных школах, предусмотрев обязательное чтение Библии в начале школьного дня, за которым следует обязательное чтение этой молитвы. Нижеследующая поправка появилась в качестве статьи № 167 Закона о государственных школах и гласила:
167. Все государственные школы открываются чтением без объяснений или комментариев отрывка из Священного Писания, выбранного из чтений, предписанных или одобренных Советом образования. За чтением отрывка из Священного Писания должно следовать чтение «Отче наш», но в остальном школы должны работать на строго светских и несектантских принципах. Должна прививаться мораль без сопровождения религиозными догмами или вероучениями. 1948, с.42, с.167
Обязательный характер чтения Библии и молитв был немного изменен правилами, разработанными Советом образования (Council of Public Instruction). Эти правила предусматривали, что учитель или ученик, осознанно возражающий против религиозных обрядов, может быть освобожден от них. В 1982 году Канадская Хартия прав и свобод получила королевское одобрение. Раздел 2 хартии, гарантирующий свободу совести, имел преимущественное действие над статьей № 167 Закона о государственных школах 1872 года. Шестнадцать лет спустя, с в 1996 года на основании прецедента от 1989 года в Онтарио обязательное чтение молитвы «Отче наш» в порядке Закона о государственных школах уже считалось нарушением Хартии прав и свобод.

#### Онтарио
Противодействие христианским вступительными и заключительными молитвам возникали в основном в Онтарио, причем решающее дело рассматривалось в Апелляционном суде Онтарио в 1988 году:
Зильберберг против Садбери (директор Совета по образованию) Апелляционный суд Онтарио постановил, что использование Молитвы Господней при открытии занятий в государственных школах нарушает положения Хартии. 2(а). 1988. (1988), 65 OR (2d) 641, 29 OAC 23 (CA). Правила образования не требовали использования Молитвы Господней. Так же существовало положение об освобождении по желанию учащихся. Апелляционный суд Онтарио постановил, что это постановление нарушает свободу вероисповедания, поскольку школы могут использовать только молитву «Отче наш», а не более инклюзивный подход. Утверждалось, что положение об освобождении фактически стигматизирует детей и принуждает их к соблюдению оскорбительных для их убеждений религиозных обрядов.
Аргумент о необходимости добиваться освобождения от христианских обрядов как формы религиозной дискриминации убедил Апелляционный суд Онтарио. Судьи назвали бесчувственной позицию ответчика о том, что детям из числа меньшинств выгодно было констатировать факт своего отличия от большинства.

#### Руссоу против Британской Колумбии
В 1989 году Джоан Руссоу (Joan Russow) оспорила в Верховном суде Британской Колумбии (British Columbia Supreme Court) требование, по которому все государственные школы провинции должны были открываться молитвой Господней и чтением из Библии. Аргумент был аналогичен делу Зильберберга, и результат рассмотрения дела был схожим. Слова из Закона о государственных школах были удалены как несовместимые с гарантиями свободы совести в Канадской хартии прав и свобод. При рассмотрении дела Руссоу после дела Зильберберга о запрете использования молитвы Господней в школах Верховный суд Британской Колумбии полностью включил решение Апелляционного суда Онтарио по делу Зильберберга. С 1871 по 1989 год соблюдение школьной молитвы снизилось.

Решением суда требование о христианских утренних молитвах и чтениях в Британской Колумбии было заменено следующими положениями, содержащимися в Законе о школах от 1996 года.
Предписывается:
76 (1) Все школы и провинциальные средние учебные заведения должны функционировать строго на светских и несектантских принципах.

(2) Необходимо прививать высшую нравственность, но нельзя преподавать в школе или провинциальных средних учебных заведениях никакие религиозные догмы или вероучения

### Франция
Будучи светским государством (см. секуляризм), Франция не проводит школьных молитв в светских государственных учреждениях. Напротив, государственным служащим рекомендуется хранить свою религиозную веру в тайне. Служащих могут осудить, если они будут демонстрировать свои религиозные убеждения излишне открыто. Французский закон о светскости и заметных религиозных символах в школах (French law on secularity and conspicuous religious symbols in schools) выходит за рамки ограничения молитвы в школах и запрещает ношение заметных религиозных атрибутов учащимися государственных начальных и средних школ.

### Индия
Будучи светским государством, Индия запрещает статьей № 26 Конституции Индии религиозное образование в школах, находящихся в ведении государства, и, следовательно, организованные школами молитвы не допускаются. Однако индийское законодательство также позволяет частным школам исламских и других религиозных меньшинств получать частичную финансовую поддержку со стороны штатов и центрального правительства Индии для проведения религиозного образования, если школа согласна с тем, что у выразившего отказ учащегося есть возможность отказаться от религиозного образования, и что школа не будет дискриминировать ни одного учащегося по признаку религии, расы или других оснований, защищаемых Конституцией.

### Турция
Преимущественно мусульманская страна Турция в общественной сфере является строго светским государством. В этом отношении она очень похожа на Францию. На основе секуляризма Франции основатель Турции Мустафа Ататюрк смоделировал религиозные правила, когда реформировал Турцию в начале XX века. Таким образом, школьная молитва не проводится.
Несмотря на преимущественно светскую позицию, образовательные курсы по религии и морали (преимущественно исламские) являются обязательными для всех учащихся в последние годы начальной школы и на протяжении всей средней школы. В этих случаях изучаются различные исламские молитвы и стихи. В 2023 году Турция предписала оборудовать молитвенные комнаты при учебных заведениях в обязательном порядке.

## Продолжающиеся дебаты
Вопрос школьной молитвы остается спорным в Канаде, США, России и Польше в финансируемых государством учебных заведениях. Согласно ряду источников религия в школах является одновременно эффективным социально-нравственным инструментом и ценным средством психологической стабилизации. Напротив, другие утверждают, что молитве нет места в классе, где впечатлительные ученики подвергаются давлению большинства. Последняя точка зрения утверждает, что в той степени, в которой государственная школа сама пропагандирует религию большинства, государство виновно в принудительном вмешательстве в личную жизнь гражданина.